# Кагамииси
Кагамииси (яп. 鏡石町 Кагамииси-мати) — посёлок в Японии, находящийся в уезде Ивасе префектуры Фукусима. Площадь посёлка составляет 31,25 км², население — 12 544 человека (1 августа 2014), плотность населения — 401,41 чел./км².

## Географическое положение
Посёлок расположен на острове Хонсю в префектуре Фукусима региона Тохоку. С ним граничат город Сукагава, посёлок Ябуки и сёла Тэнъэй, Тамакава.

## Население
Население посёлка составляет 12 544 человека (1 августа 2014), а плотность — 401,41 чел./км². Изменение численности населения с 1980 по 2005 годы:
| 1980 | 11 437 чел. |  |
| 1985 | 11 883 чел. |  |
| 1990 | 12 130 чел. |  |
| 1995 | 12 378 чел. |  |
| 2000 | 12 743 чел. |  |
| 2005 | 12 746 чел. |  |

## Символика
Деревом посёлка считается сакура, цветком — Iris sanguinea.